# Никольское (Немецкий национальный район)
Никольское — упразднённое село в Немецком национальном районе Алтайского края. Ликвидировано в 1980-х годах.

## География
Село располагалось в 6 км к юго-востоку от села Протасово.

## История
Основано в 1909 году, немцами переселенцами из Причерноморья. До 1917 года меннонитское село Орловской волости Барнаульского уезда Томской губернии. Меннонитская община Рейнфельд. После революции центр Никольского сельсовета. в 1920-е годы действовали племенное и семеноводческое товарищества, нач. школа. В 1931 г. организован колхоз им. Ворошилова. С 1953 г. отделение колхоза им. Энгельса..

## Население[1]
| год     | 1911 | 1926 | 1980 |
| ------- | ---- | ---- | ---- |
| человек | 215  | 303  | 30   |